# Eleição municipal de Pelotas em 1963
A Eleição municipal de 1963 em Pelotas ocorreu em novembro de 1963. Os eleitores votaram para prefeito, vice e vereadores. Os dados aqui apresentados correspondem à notícias de jornais, uma vez que a justiça eleitoral praticamente não preservou os dados destas eleições.

## Resultados

### Prefeito
| Resumo                           | Resumo | Resumo        |
| Candidatos (coligação)           | Votos  | %             |
| -------------------------------- | ------ | ------------- |
| Edmar Fetter (PL, PSD, UDN, PRP) | 17.987 | 41,15 / 100,0 |
| Moacir Souza (PTB, PR, PSD)      | 16.024 | 36,66 / 100,0 |
| Oscar Reinghantz (PDC, PSP, MTR) | 9.700  | 22,19 / 100,0 |
| Votos válidos                    | 43.711 | 100,0 / 100,0 |

### Vice-Prefeito
| Resumo                                 | Resumo | Resumo        |
| Candidatos (coligação)                 | Votos  | %             |
| -------------------------------------- | ------ | ------------- |
| Cândido Lopez Neto (PL, PSD, UDN, PRP) | 20.632 | 47,02 / 100,0 |
| Mosart Bianchi Rocha (PTB, PR, PSD)    | 15.839 | 36,10 / 100,0 |
| Jorge Kraft (PDC, PSP, MTR)            | 7.409  | 16,88 / 100,0 |
| Votos válidos                          | 43.880 | 100,0 / 100,0 |